# Portreath
Portreath – wieś w Anglii, w Kornwalii. Leży 24 km na północny wschód od miasta Penzance i 388 km na zachód od Londynu. W 2001 miejscowość liczyła 1337 mieszkańców.